# Zohra Segal
Zohra Segal (Saharanpur, 27 april 1912 – New Delhi, 10 juli 2014) was een Indiase actrice en danseres.

## Biografie
Segal startte haar acteercarrière in 1935. Ze speelde in tal van films in Bollywood. Vanaf de jaren zestig was ze ook te zien in Engelstalige films en series. Een van haar bekendste Engelstalige rollen had ze in de film Bend It Like Beckham, uit 2002 (toen was ze al 90 jaar). In haar carrière won ze diverse filmprijzen. Segal werd uiteindelijk ruim 102 jaar oud.

## Filmografie
| Jaar      | Film                                | Rol                                                     | Notitie                             |
| --------- | ----------------------------------- | ------------------------------------------------------- | ----------------------------------- |
| 1943      | Rahgeer                             |                                                         |                                     |
| 1946      | Neecha Nagar                        | Bhabi                                                   |                                     |
| 1946      | Dharti Ke Lal                       |                                                         |                                     |
| 1950      | Afsar                               |                                                         |                                     |
| 1953      | Fareb                               |                                                         |                                     |
| 1953      | Faraib                              |                                                         |                                     |
| 1956      | Heer                                |                                                         |                                     |
| 1957      | Paisa                               |                                                         |                                     |
| 1964      | The Indian Tales of Rudyard Kipling | Fareda / Ameera's moeder / Ayah / Mrs. Hauksbee's Ayah  | 5 afleveringen                      |
| 1964–1965 | Doctor Who                          | Attendant on Ping-Cho / Sheyrah / Attendant to Ping-Cho | 4 afleveringen                      |
| 1967      | The Long Duel                       | Devi                                                    |                                     |
| 1967      | Theatre 625                         | Amma                                                    | Aflevering: "55 Columns"            |
| 1968      | The Vengeance of She                | Putri                                                   |                                     |
| 1968      | The Expert                          | Mrs. Singh                                              | Aflevering: "Miss Daley"            |
| 1969      | The Guru                            | Mastani                                                 |                                     |
| 1973      | The Regiment                        | Nanni Ji                                                | Aflevering: "Women"                 |
| 1973      | Tales That Witness Madness          | Malia                                                   | (deel "Luau")                       |
| 1974      | It Ain't Half Hot Mum               | Rangi's schoonmoeder                                    | Aflevering: "The Road to Bannu"     |
| 1978      | Mind Your Language                  | Mrs. Singh                                              | Aflevering: "Many Happy Returns"    |
| 1983      | The Courtesans of Bombay            | Maria                                                   |                                     |
| 1984      | The Jewel in the Crown              | Lili Chatterjee                                         | 2 afleveringen                      |
| 1985      | Tandoori Nights                     |                                                         |                                     |
| 1985      | Harem                               | Affaf                                                   |                                     |
| 1986      | Caravaggio                          | Jerusaleme's grootmoeder                                |                                     |
| 1987      | Partition                           |                                                         |                                     |
| 1987      | Never Say Die                       | Gajmukhi                                                | 4 afleveringen                      |
| 1989      | Manika, une vie plus tard           | Mère de Ranjit                                          |                                     |
| 1989      | The Bill                            | Mrs. Gunn                                               | 2 afleveringen                      |
| 1991      | Masala                              | grootmoeder                                             |                                     |
| 1990      | Mulla Nasiruddin                    | oude vrouw / verhalenverteller                          | TV Mini-Serie                       |
| 1992–1994 | Firm Friends                        | Suvira Bhatia                                           | 8 afleveringen                      |
| 1993      | Bhaji on the Beach                  | Pushpa                                                  |                                     |
| 1994      | Little Napoleons                    | Jayaben Shah                                            | 3 afleveringen                      |
| 1995      | Amma and Family                     | Amma                                                    | TV Serie                            |
| 1995      | Ek Tha Rusty                        |                                                         | TV Serie                            |
| 1998      | Tamanna                             | Mrs. Chopra                                             |                                     |
| 1998      | Dil Se..                            | grootmoeder                                             |                                     |
| 1998      | Not a Nice Man to Know              | gast                                                    | TV Serie                            |
| 1999      | Hum Dil De Chuke Sanam              | Dadi                                                    |                                     |
| 1999      | Dillagi                             | Ranvir's grootmoeder                                    |                                     |
| 1999      | Khwaish                             | Aapa                                                    | TV Serie                            |
| 2000      | Tera Jadoo Chal Gayaa               | oudere dame                                             | (in nummer "Agre Mein Hai Mashoor") |
| 2001      | Zindagi Kitni Khoobsoorat Hai       | Dadi                                                    | TV Serie                            |
| 2001      | The Mystic Masseur                  | tante                                                   |                                     |
| 2001      | Landmark                            | Gran                                                    | korte film                          |
| 2002      | Bend It Like Beckham                | Biji                                                    |                                     |
| 2002      | Anita and Me                        | Nanima                                                  |                                     |
| 2002      | Chalo Ishq Ladaaye                  | Dadi                                                    |                                     |
| 2003      | Saaya                               | zuster Martha                                           |                                     |
| 2003      | Kal Ho Naa Ho                       |                                                         |                                     |
| 2004      | Kaun Hai Jo Sapno Mein Aaya?        |                                                         |                                     |
| 2004      | Veer-Zaara                          | Bebe                                                    |                                     |
| 2005      | Chicken Tikka Masala                | grootmoeder                                             |                                     |
| 2005      | Mistress of Spices                  | eerste moeder                                           |                                     |
| 2007      | Cheeni Kum                          | Mrs. Gupta                                              |                                     |
| 2007      | Saawariya                           | Lilian Ji aka Lilipop                                   |                                     |